# 이나연
이나연(1992년 3월 25일 ~ )은 대한민국의 여자 배구 선수이며, 수원 현대건설 힐스테이트 소속이다.

## 프로 입단 전
인천광역시 출신으로, 추계초등학교 4학년 때부터 처음 배구를 시작하였고, 이후 중앙여자중학교, 중앙여자고등학교에서 연령별 주전 세터로 활약하였다.

## 화성 IBK 기업은행 알토스 시절
2011년 화성 IBK 기업은행 알토스가 창단할 때 채선아, 김희진 등과 함께 창단 멤버로 꼽혀 신인 우선 지명되었으며, 초창기에는 원 포인트 서버로 주로 백업으로만 출전하였다.

## GS 칼텍스 서울 KIXX 시절
2012년 6월 15일에 남지연과 김지수를 상대로 트레이드되어 이적하였다. 이적 이후에도 계속 두각을 나타내지 못했으나 2016-2017 시즌에 부상을 당하고 재활한 뒤, 부상 복귀 이후 자신의 기량을 잘 보여주며 팀의 호성적에 기여를 했다. 2017-2018 시즌에는 세트 성공률 1위를 기록하며 더욱 발전된 세터가 되었다. 신장이 크지 않았지만 좋은 블로킹 능력을 많이 선보였다.

## 화성 IBK 기업은행 알토스 복귀
2017-2018 시즌 종료 이후 이고은을 상대로 트레이드 되어 친정팀 화성 IBK 기업은행 알토스로 다시 복귀했다.
2018-2019 시즌 종료 이후 FA 자격을 얻었으며, 소속팀과 재계약을 맺었고 2019-2020 시즌에도 화성 IBK 기업은행 알토스의 주전 세터로 활약하게 된다.